# Distance radiale
Cet article court présente un sujet plus développé dans : Coordonnées polaires et Coordonnées sphériques.
En géométrie analytique, la distance radiale d'un point quelconque M est sa distance à l'origine O du repère, OM. Elle est généralement notée r ou ρ.
La distance radiale est particulièrement utilisée comme :
- l'une des deux coordonnées polaires (avec l'angle polaire θ), en géométrie plane ;
- l'une des trois coordonnées sphériques (avec la colatitude θ et la longitude φ), en géométrie dans l'espace.